# Martina Proeber
Martina Proeber, née le 4 janvier 1963 à Rostock (Mecklembourg-Poméranie-Occidentale), est une ancienne plongeuse est-allemande, médaillée d'argent olympique en 1980.

## Carrière
Lors des Jeux olympiques d'été de 1980 à Moscou, elle remporte la médaille d'argent du tremplin à 3 m derrière la Soviétique Irina Kalinina,. Deux ans plus tard, elle termine seulement 6e des championnats du monde.

## Distinction
- 1980 : Ordre du mérite patriotique en bronze[4]